# Rellotge comparador
|  | Per a altres significats, vegeu «comparador (desambiguació)». |

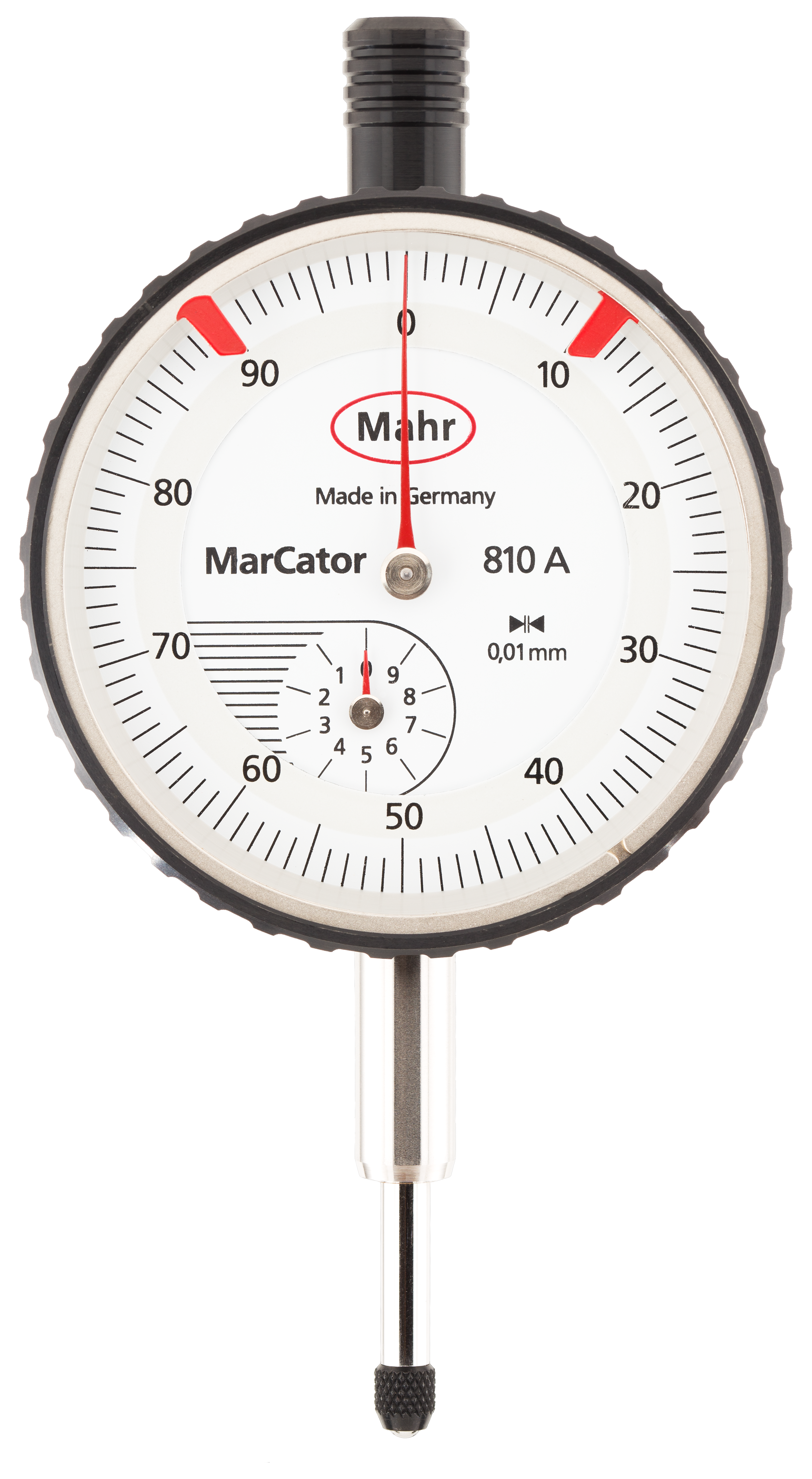
comparador de quadrant, de 10 mm de rang

Un rellotge comparador o comparador de quadrant és un instrument de mesura de dimensions que s'utilitza per comparar coses mitjançant la mesura indirecta del desplaçament d'una punta de contacte esfèrica quan l'aparell està fix en un suport. Consta d'un mecanisme d'engranatges o palanques que s'amplifica el moviment de la tija en un moviment circular de les agulles sobre escales graduades circulars que permeten obtenir mesures amb una precisió de centèsimes o mil·lèsimes de mil·límetre (micres). A més existeixen comparadors electrònics que fan servir sensors de desplaçament angular dels engranatges i representen el valor del desplaçament de la tija en un visualitzador.
És un instrument que permet realitzar controls dimensionals en la fabricació de manera ràpida i precisa, per la qual cosa és molt utilitzat en la inspecció de la fabricació de productes en sèries grans.

## Lectura del rellotge comparador
L'esfera del rellotge que conté l'escala graduada pot girar-se de manera que es pot posar el zero del quadrant coincidint amb l'agulla i realitzar les següents mesures per comparació. El rellotge comparador ha d'estar fixat a un suport, la base pot ser magnètica o fixada mecànicament a un bastidor.
En l'esfera del rellotge comparador hi ha dues manetes, la de menor grandària indica els mil·límetres, i la més gran les centèsimes de mil·límetre, primer es mira la maneta petita i després la gran, de l'instrument:
|  |  |  |

A la figura es poden observar diferents esferes. La primera indica 0 mm i en la segona la lectura serà 0,26 mm si bé el valor exacte és més gran (0,263 mm segons s'indica), la lectura mai ha de donar-se amb més precisió que l'apreciació que tingui l'instrument. En la tercera esfera la lectura serà de 1,33 mm.
L'ús majoritari del rellotge comparador és per determinar petites diferències de mesura, en alienacions o excentricitat, quan s'empra per dimensions que abasten diversos mil·límetres, cal adonar-se, a l'agulla petita, del mil·límetre exacte en què es troba la mesura, que pot ser més dificultós assenyalar la centèsima de mil·límetre, indicada amb l'agulla gran, com es pot veure a la figura següent:
|  |  |  |

### El rellotge comparador en mesures diferencials

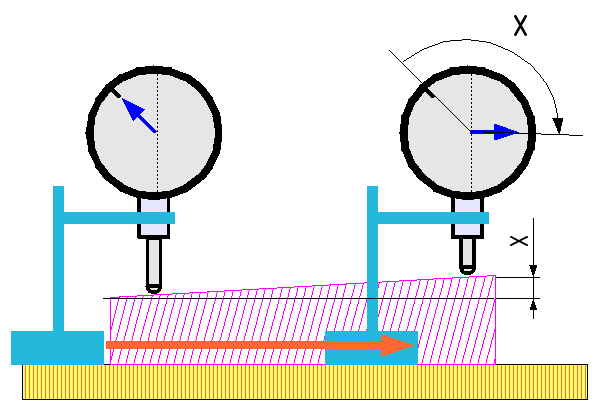
Comprovació de rectitud, planicitat o inclinació.

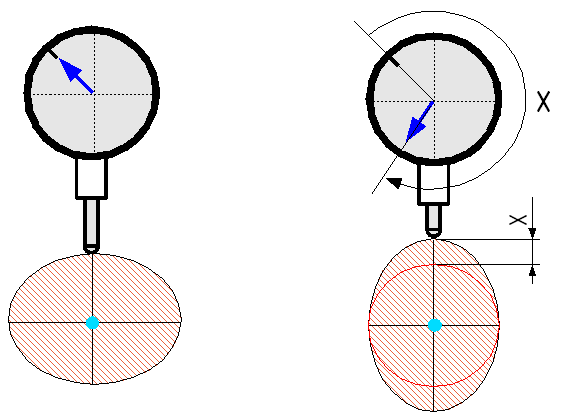
Comprovació de rodonesa o cilindritat.

En el cas del pendent d'una superfície, es col·loca el rellotge comparador, en el suport corresponent, i tocant amb el palpador es localitza el punt més baix, que s'empra com a referència, després lliscant el rellotge s'observa la variació de mesura en els diferents punts de la superfície
Per comprovar l'excentricitat o la rodonesa d'un eix, es col·loca aquest entre punts, en un plat d'arpes o recolzat en coixinets de manera que pugui girar lliurement. Col·locat el rellotge en sentit radial respecte de l'eix a comprovar, es pren un punt com a referència i, girant l'eix, es va comprovant la variació del radi en tota la perifèria.
La utilització del rellotge comparador per a la verificació de cotes, mitjançant el mesurament de diferències d'altures, és similar. S'estableix un punt de la superfície com a referència i es determina la diferència d'altures dels altres punts de la superfície respecte a aquesta referència.
Localitzat el punt de referència, es posa a zero la mesura indicada en el rellotge, girant l'esfera fent coincidir el zero de l'escala principal (centèsimes o mil·lèsimes de mil·límetre, segons el cas) amb l'agulla en aquest moment. Això normalment no es fa amb l'escala dels mil·límetres, la qual cosa ha de tenir-se en compte si la variació de mesura és major a un mil·límetre, en aquest cas l'agulla de les centèsimes donarà més d'una volta completa.
|  |  |  |  |  |

A la primera figura es té el rellotge en el punt de referència. A la segona s'ha girat l'esfera fins col·locar el zero de l'escala coincident amb l'agulla. Les altres lectures es faran sobre aquesta referència.
Cal tenir en compte de girar l'esfera, no modifica la posició de la punta de contacte, i que l'escala dels mil·límetres roman pot no estar a zero encara que es posi l'escala principal a zero. A continuació es mostra un exemple amb un rellotge que presenta una lectura qualsevol quan es col·loca sobre una superfície.
|  |  |  |

Si es gira l'esfera del rellotge fent coincidir el zero de l'escala amb la posició de l'agulla, la lectura en aquesta escala serà zero; en canvi, la indicació en l'escala dels mil·límetres no ha variat. Si es desplaça la punta de contacte, com a la figura, l'escala principal d'indicar l'increment de dècimes o centèsimes de mil·límetre, però l'agulla dels mil·límetres també hi haurà girat proporcionalment, donant lloc a una nova indicació a la qual caldrà restar la indicació inicial per obtenir la lectura correcta del desplaçament de la tija.
Això dona lloc a dues formes diferents en l'ús del rellotge comparador: la primera ja vista, on hi ha una concordança entre les dues escales per a realitzar mesuraments de diversos mil·límetres; i aquesta segona, on es fa cas omís de l'escala dels mil·límetres, per a realitzar mesuraments diferencials de dècimes o centèsimes de mil·límetre.
En els rellotges digitals aquesta diferència no es dona atès que aquest desfasament, entre les dues escales, no es produeix.

## Rellotge comparador digital

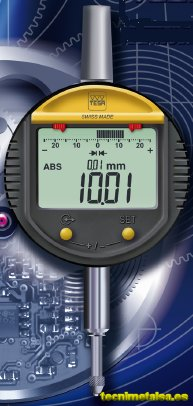
Rellotge comparador digital norma DIN.

L'aplicació de l'electrònica als aparells de mesura ha donat lloc a rellotges comparadors de funcionament electrònic, que poden presentar la lectura del mesurament en un visualitzador digital.
Un rellotge comparador digital té una forma semblant a la tradicional, però amb els avantatges de la tecnologia digital, presenta la informació en una pantalla, en lloc de manetes i permet, en molts casos, la seva connexió a un ordinador o equip electrònic.
Les característiques d'un rellotge digital són:
- Amplitud de mesura.
- Apreciació.

- Connectivitat

Port sèrie.
USB.
- Informació en pantalla:

Lectura en format digital.
Lectura en forma analògica.
Dades en mil·límetres.
Dades en polzades.
Estat de la bateria.
- funcions:

Posada a zero.
Memòria de lectures.
Fixació de lectura.
Establir quota màxima i mínima.

### Ús del comparador digital
Hi ha una gran varietat de rellotges comparadors digitals, bàsicament la seva forma d'utilització és similar, vegem un exemple il·lustratiu de rellotge digital, l'amplitud de mesurament és de 20 mm, amb una apreciació de 0'001 mm, a la pantalla presenta la informació en forma analògica, a la part superior, i digital. L'escala analògica aquesta impresa a la pantalla i presenta la lectura mitjançant una barra de color blau cap a la dreta si el valor és positiu i una barra vermella cap a l'esquerra si és negatiu.
La informació digital la presenta en sis dígits decimals, com es veu a la figura. Les diferents funcions: connexió/desconnexió, posada a zero, fixació de lectura, etc. Es fan mitjançant polsadors.
|  |  |  |  |

Col·locat el rellotge en el suport, i tocant el palpador sobre la superfície a comprovar, es prem el botó de posada a zero fins que el rellotge marqui zero a la pantalla, a partir d'aquest moment aquest punt serà el de referència, i a la pantalla s'hi podrà veure la variació de mesura en el desplaçament del palpador, tant en sentit positiu com negatiu, dins de l'amplitud de mesura que admeti l'aparell en qüestió, en aquest cas 20 mm.
|  |  |  |  |